# Kyselina perfluorbutanová
Kyselina perfluorbutanová je perfluorkarboxylová kyselina se vzorcem C3F7CO2H. Vyrábí se elektrofluorací butyrylfluoridu.

## Použití
Kyselina perfluorbutanová má využití v analytické chemii a chemické syntéze, například v kapalinové chromatografii s obrácenými fázemi. Také nachází využití při sekvencování, syntéze, a rozpouštění peptidů.
Estery kyseliny perfluorbutanové podléhají kondenzačním reakcím, což je způsobováno jejich elektrofilitou. Těmto reakcím lze zabránit pomocí ligandů, jako je například Eufod.
Do roku 1998 se tato látka používala při výrobě fotografických filmů.

## Vliv na životní prostředí
Kyselina perfluorbutanová se vytváří rozkladem vyšších perfluorovaných karboxylových kyselin používaných ve tkaninách, papírových obalech od potravin, a kobercích.
Při laboratorních studiích bylo zjištěno, že kyselina perfluorbutanová ve větších množstvích má vliv na štítnou žlázu a játra; způsobuje zvýšení jejich hmotnosti, změny v tvorbě hormonů štítné žlázy, snížení hladiny cholesterolu, a změny v buňkách těchto orgánů. Vyvolává také opoždění vývoje a snížení počtu červených krvinek a množství hemoglobinu.